# Stanislav Mentl
Stanislav Mentl (10. listopadu 1894 Malá Losenice – 12. září 1981 Řevnice) byl český a československý lékař, kardiolog a politik, koncem první republiky krátce ministr veřejného zdravotnictví a tělesné výchovy.

## Biografie
Vystudoval Lékařskou fakultu Univerzity Karlovy. Od roku 1920 působil jako lékař-internista se specializací na kardiologii. Náležel mezi nejvýznamnější české kardiology a spoluzakládal Československou kardiologickou společnost. V roce 1933 se stal profesorem na Univerzitě Karlově. V období let 1935–1945 zastával post přednosty kardiologického oddělení nemocnice na Vinohradech Praze. Vydával sborník „Choroby koronárních tepen i jejich léčba“. Roku 1937 byl u založení Biotypologické společnosti a působil jako její místopředseda. K roku 1938 se uvádí jako profesor medicíny.
Od 22. září 1938 zastával funkci ministra veřejného zdravotnictví a tělesné výchovy v první vládě Jana Syrového. Na postu setrval do 4. října 1938.
Po roce 1945 mu byla zakázána pedagogická a vědecká činnost. Rehabilitován byl až posmrtně v roce 1991. Vědecky se ale nadále angažoval. V roce 1955 se stal členem Antropologické společnosti Národního muzea a počátkem 70. let patřil mezi zakládající členy Československé antropologické společnosti při Československé akademii věd. Jeho sedmdesátin si povšiml i denní tisk.